# Bupleurum faurelii
Bupleurum faurelii är en flockblommig växtart som beskrevs av René Charles Maire. Bupleurum faurelii ingår i släktet harörter, och familjen flockblommiga växter. Inga underarter finns listade i Catalogue of Life.